# ولاية أوغون
ولاية أوغون (بالإنجليزية: Ogun State)‏ هي ولاية في نيجيريا، بلغ عدد سكانها 3,751,140  نسمة وذلك حسب إحصائيات سنة 2006، عاصمتها أبيوكوتا، تبلغ مساحتها 16,980.55 كيلومتر مربع.

## الموقع
تشترك في الحدود مع:
- ولاية أويو
- إدارة أويميه
- إدارة بلاتو
- ولاية لاغوس
- ولاية أوشون
- ولاية أوندو
- إدارة كولاينيس.